# Hudson (Dakota del Sud)
Hudson è un centro abitato (town) degli Stati Uniti d'America, situato nella contea di Lincoln nello Stato del Dakota del Sud. La popolazione era di 296 persone al censimento del 2010.
La città prende il nome da Hudson, nell'Iowa, la città natale di una gran parte dei primi coloni.

## Geografia fisica
Hudson è situata a 43°07′47″N 96°27′17″W (43.129824, -96.454627).
Secondo lo United States Census Bureau, ha un'area totale di 0,28 miglia quadrate (0,73 km²).

## Società

### Evoluzione demografica
Secondo il censimento del 2010, c'erano 296 persone.

### Etnie e minoranze straniere
Secondo il censimento del 2010, la composizione etnica della città era formata dal 98,3% di bianchi, l'1,0% di nativi americani, e lo 0,7% di due o più etnie.